# スゴイコン
スゴイコン（SugoiCon）は、アメリカ合衆国オハイオ州シンシナティで毎年開催されるアニメコンベンション。伝統的に時期は10〜11月だが、最近はハロウィンの頃に好んで開催されている。

## 概要
スケジュールの都合により2014年の中止を発表。その年以降の開催は見送りとなっている。

## ゲスト
- 2000年

マット・K・ミラー、月生朱玲
- 2001年

マット・K・ミラー
- 2002年

兼森義則、千之ナイフ、猫井るとと、レベッカ・フォースダット、丸山正雄
- 2003年

レベッカ・フォースダット、モニカ・ライアル
- 2004年

板野一郎、小山高生、只野和子
他、多数。